# Кроуфорд (окръг, Айова)
Вижте пояснителната страница за други значения на Кроуфорд.
Окръг Кроуфорд (на английски: Crawford County) е окръг в щата Айова, Съединени американски щати. Площта му е 1850 квадратни километра, а населението – 16 820 души (по изчисления за юли 2019 г.). Административен център е град Денисън.